# Maurice Estève
Pour les articles homonymes, voir Estève.
Maurice Estève est un peintre et graveur français, né le 2 mai 1904 à Culan (Cher) et mort le 29 juin 2001 dans la même ville.
Il est l'un des peintres majeurs de la nouvelle école de Paris. Coloriste, son style se caractérise par un entrelacement de formes naturelles, voire organiques.

## Biographie

### Jeunesse et formation
Fils d'une couturière modéliste travaillant pour la haute couture et d'un cordonnier syndicaliste, Maurice Estève naît chez ses grands parents paternels, simples paysans, à Culan dans le Cher, où il passe son enfance. Il rejoint en 1913 ses parents à Paris, où il découvre au musée du Louvre les œuvres de Corot, Delacroix, Chardin, Courbet et Paolo Uccello. Revenu à Culan pour l'été, il y reste durant les années de la Première Guerre mondiale, et commence à peindre dès 1915. Il vit de nouveau à Paris à partir de 1918. Apprenti chez un typographe puis dans un atelier de dessin de mobilier moderne, il suit des cours du soir de dessin, découvre en 1919 la peinture de Paul Cézanne puis, rencontrant l'opposition inquiète de son père à sa vocation, dirige en 1923 à Barcelone, pendant un an, un atelier de dessin de châles et de tissus.

### Débuts comme artiste
De retour à Paris, Estève fréquente à Montparnasse l'atelier libre de l'Académie Colarossi. Marqué jusque-là par la peinture des primitifs et l'œuvre de Cézanne, il subit passagèrement en 1927 l'influence du surréalisme, notamment de Giorgio De Chirico. Il présente sa première exposition particulière en 1930 avant de s'intéresser au cinéma et à la mise en scène. Il réalise de 1930 à 1936 dix linogravures essentiellement en noir et blanc  pour les portfolios réalisés par le groupe contestataire et libertaire Les Indélicats,, auxquels participent vingt-et-un artistes dont Édouard Pignon, Gabriel Robin et André Fougeron,. Ces recueils sont exposés en 1936 à Paris à la galerie Billiet.
À la suite des évènements de la guerre civile en Espagne, sa peinture traverse elle aussi en 1936 une brève période expressionniste. Sur le conseil de Georges Braque, il lui est demandé en 1936 d'exposer à Stockholm avec Henri Matisse, Pablo Picasso, Juan Gris et Fernand Léger. Il participe l'année suivante à la réalisation des décorations murales de Robert et Sonia Delaunay pour les pavillons de l'aviation et des chemins de fer à l'Exposition universelle de Paris.
Mobilisé lors de la Seconde Guerre mondiale jusqu'en août 1940, il expose ensuite plusieurs fois, en 1942, puis à la Galerie de France, en 1943, lors de la fameuse exposition intitulée Douze peintres d'aujourd'hui, aux côtés de Jean Bazaine, Léon Gischia, Jean Le Moal, Alfred Manessier, Édouard Pignon, Gustave Singier ou encore Jacques Villon.
Estève accepte par la suite un contrat d'exclusivité avec la galerie Louis Carré, qui réalise en 1945 une exposition Bazaine, Estève, Lapicque, respectivement préfacés par André Frénaud, Jean Lescure et Jean Tardieu. Il commence alors à exposer régulièrement à l'étranger, notamment en Scandinavie.
En 1947, la série de ses toiles autour des Métiers le fait passer d'une stylisation formelle à une peinture non figurative affranchie de tout réalisme, fortement structurée et intensément colorée, dont il apparaît dans les décennies suivantes l'un des représentants essentiels. Par ailleurs, il réalise en 1949 une première lithographie pour La plaie ne se ferme pas, recueil de poèmes de Jean Lescure publié par les Éditions Charlot.

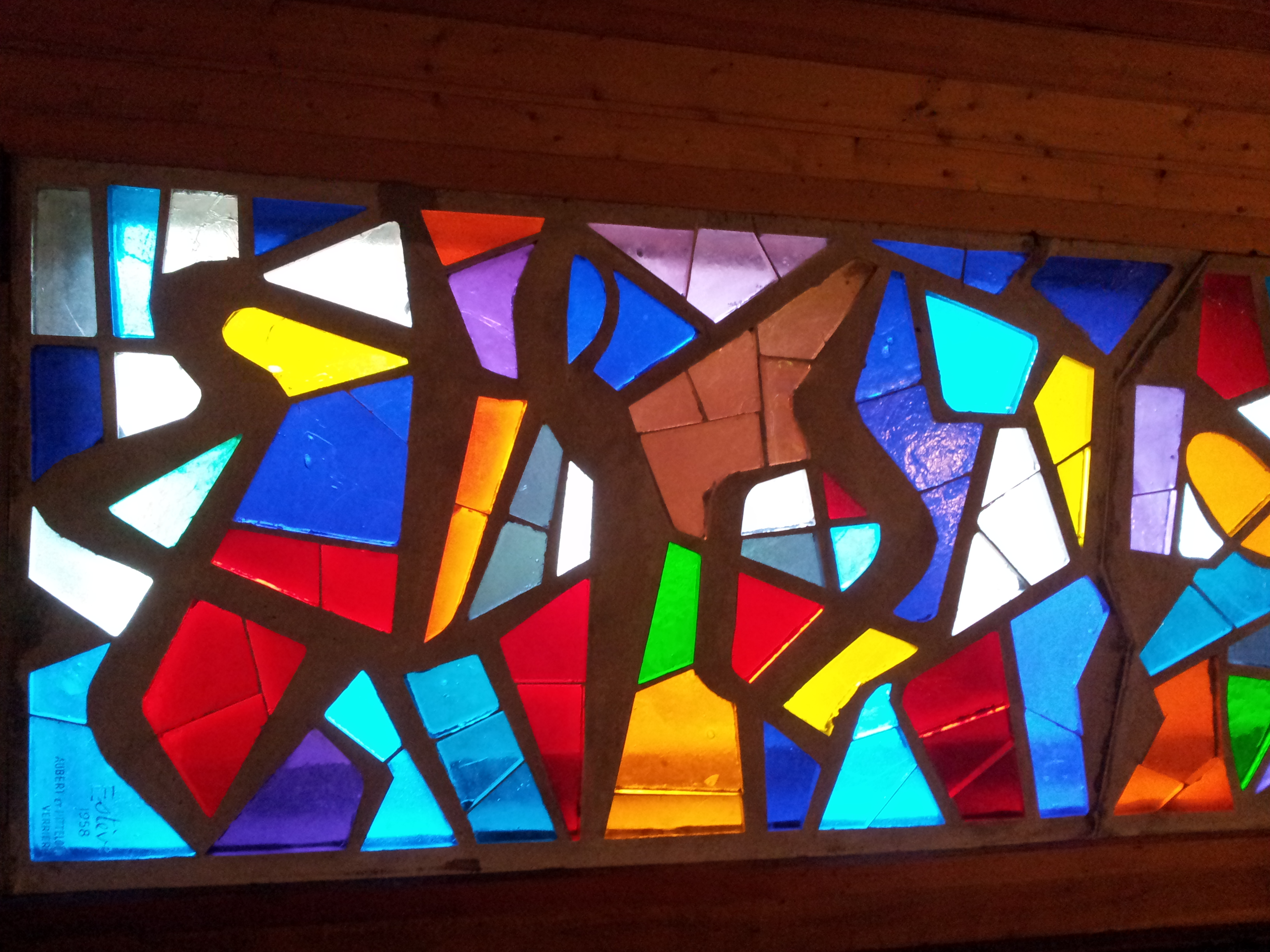
Détail d'un vitrail d'Estève pour la chapelle de Berlincourt

En marge de ses expositions de peintures à la galerie Carré, à la galerie Villand et Galanis puis à la galerie Claude Bernard, Estève, qui travaille régulièrement durant l'été à Culan, réalise par la suite de nombreuses lithographies, pratique régulièrement l'aquarelle mais aussi le fusain, le monotype et le collage.
Il conçoit également, en 1957, les vitraux (deux verrières et bandeaux latéraux sur une surface de 22 m2) de la chapelle de Berlincourt, dans le canton du Jura en Suisse et des cartons de tapisseries.

### Reconnaissance
En 1970, Estève reçoit le Grand Prix national des arts. Cette année-là, le Grand Prix des lettres est attribué à Maurice Genevoix, celui de la musique à Maurice Béjart et celui du théâtre à Jean Dasté.
Dans les années 1980, plusieurs rétrospectives de son œuvre sont également organisées. Ainsi, en 1981, une exposition intitulée Estève de 1950 à 1980 lui est ainsi consacrée au Musée Cantini de Marseille, avant d'être présentée au Musée du Luxembourg, à Paris, et enfin au Musée de Metz.
En 1987, une grande rétrospective lui est également consacrée au Musée d'Art moderne de la Ville de Paris puis au Grand Palais. À cette occasion, dans Le Monde, Philippe Dagen résumait ainsi le travail d'un peintre qu'il invitait à découvrir ou à redécouvrir : "À mi-chemin entre Herbin et Poliakoff, Estève, à l'huile comme à l'aquarelle, demeure un voluptueux bridée par le calcul des proportions".
La même année, la Ville de Bourges inaugure le Musée Estève dans l'hôtel des Échevins où elle décide de présenter l'ensemble des œuvres (plus d'une centaine) dont le peintre lui a fait donation en 1985. Deux autres donations complèteront ultérieurement ses collections : en 1989, puis en 1997, pour le 10e anniversaire du musée,. On y découvre alors des dessins, des aquarelles et des papiers collés, auprès d’huiles sur toiles illustrant son parcours de peintre, de 1918 à 1988.

### Dernières années
Estève s'installe définitivement à Culan en 1995, dans sa maison natale, rue du Pont romain. Il y restera jusqu'à sa mort. Il est inhumé au cimetière de Prahas (à 1.5 km de Culan).
À sa mort, Estève était l'auteur de plus de 800 tableaux et d'environ 80 lithographies.
Avec Jean Bazaine, Alfred Manessier, Roger Bissière ou encore Jean Le Moal, il est maintenant considéré comme un peintre de la seconde école de Paris qui, dans la France de l'après-guerre, a contribué à populariser des tendances non-figuratives radicalement différentes de l'expressionnisme abstrait américain alors à la mode.
Estève a fait partie des artistes réunis pour l'exposition L'Envolée lyrique, Paris 1945-1956, présentée à Paris au Musée du Luxembourg en 2006. Trois de ses œuvres y étaient présentées : Ardentes en Berry, 1949 ; Intérieur de Juillet, 1950, du Musée national d'Art moderne et Orly, 1952.

## Œuvres dans les collections publiques
Voir article annexe: Liste des œuvres de Maurice Estève dans les musées du monde

## Hommages
- Un timbre reproduisant l'une des œuvres d'Estève, Skibet (1979), a été émis par les Postes françaises en 1986 (valeur de 5 francs)[19].
- Une médaille dédiée à Maurice Estève, œuvre de Nicolas Carrega, a été éditée en 1979 par la Monnaie de Paris[20].